# .476 Nitro Express
El .476 Nitro Express, o .476 Westley Richards, es un cartucho de rifle introducido por Westley Richards alrededor de 1907 en Gran Bretaña.

## Desarrollo
El .476 Nitro Express es una más de las alternativas desarrolladas para la caza mayor a inicios del siglo 20, debido a la prohibición del ejército británico al uso del calibre .450, en India y Sudán, en 1907. Estas vriantes incluyen al .500/465 Nitro Express, .470 Nitro Express, .475 Nitro Express y .475 No. 2 Nitro Express, todos con un rendimiento muy similar.
Westley Richards creó el .476 Nitro Express ajustando cuello del casquillo del .500 Nitro Express 3" .

## Uso
Básicamente para ser usado en rifles dobles, el .476 NE fue menos popular que las otras variantes mencionadas anteriormente. 
Sin embargo, el .476 se considera adecuado para toda la caza mayor africana e india, incluidos los elefantes y los rinocerontes . Su balística se parece al .458 Winchester Magnum, con una bala de mayor diámetro; si esto es una ventaja sigue en disputa.
Actualmente no se fabrican rifles recamarados para alojar al .476 Nitro Express excepto a pedido especial, las municiones ya no son disponibles comercialmente y los datos de carga manual son escasos, la carga de fábrica usó 75 gr (4,86 g) de cordita debajo de una bala de 520 gr (33,7 g) .